# Hanns Martin Schleyer-Preis
Der Hanns Martin Schleyer-Preis ist eine Auszeichnung für „Verdienste um die Festigung und Förderung der Grundlagen eines freiheitlichen Gemeinwesens“. Die Daimler AG stiftete den Preis 1982 aus Anlass des fünften Todestages von Hanns Martin Schleyer. Verliehen wird der Preis von der Hanns Martin Schleyer-Stiftung. Der Preis ist seit der Verleihung des Jahres 2013 (die die Ehrungen für 2012 und 2013 umfasst) undotiert, zuvor war er mit einem Preisgeld von 12.000 Euro verbunden.

## Preisträger
Preisträger des Hanns Martin Schleyer-Preis sind:
| - 1984: Friedrich August von Hayek - 1985: Ernst Nolte - 1986: Karl Carstens - 1987: Hans-Georg Gadamer - 1988: Golo Mann - 1989: Otto Schulmeister - 1990: Reiner Kunze - 1991: Kurt Masur - 1992: Birgit Breuel - 1993: Franz König - 1994: Hermann Lübbe - 1995: Bernd Rüthers - 1996: Hermann Rappe - 1997: Ernst-Joachim Mestmäcker | - 1998: Reinhard Mohn - 1999: Elisabeth Noelle-Neumann - 2000: Paul Kirchhof - 2001: Helmuth Rilling - 2002: Joachim Fest - 2003: Hans Peter Stihl - 2004: Meinhard Miegel - 2005: Hubert Markl - 2006: Klaus von Dohnanyi - 2007: Günter de Bruyn - 2008: Joachim Milberg - 2009: Helmut Kohl - 2010: Jean-Claude Juncker - 2011: Jürgen Strube | - 2012: Helmut Schmidt - 2013: Helmut Maucher - 2014: Marianne Birthler - 2015: Udo Di Fabio - 2016: Wolfgang Schäuble - 2017: Nicola Leibinger-Kammüller - 2018: Clemens Fuest - 2019: Timothy Garton Ash - 2020: Helga Rabl-Stadler und die Salzburger Festspiele - 2021: Wolfgang Ischinger - 2022: Heike Göbel - 2023: Susanne Klatten |

## Jury
Die Mitglieder der Jury sind:
- Sabine Kohleisen (Vorsitzende), Mitglied des Vorstandes, Mercedes-Benz Group AG, Stuttgart
- Susanne Biedenkopf-Kürten, Leiterin Hauptredaktion Wirtschaft, Recht, Service, Soziales und Umwelt, ZDF, Mainz
- Stephan Harbarth, Präsident des Bundesverfassungsgerichts, Karlsruhe
- Renate Köcher, Institut für Demoskopie Allensbach GmbH
- Angelique Renkhoff-Mücke, Vorsitzende des Vorstandes, WAREMA Renkhoff Holding AG, Marktheidenfeld
- Dr. Benjamin Schleyer, Head of HR, Mercedes-Benz Customer Solutions GmbH, Stuttgart
- Rupert Scholz, Bundesminister a. D., Gleiss Lutz, Berlin